# گرمابه سپه
گرمابه سپه مربوط به دوره قاجار است و در قزوین، خیابان شهدا (سپه)، نزدیک سردر عالی قاپو واقع شده و این اثر در تاریخ ۱۱ مرداد ۱۳۸۴ با شمارهٔ ثبت ۱۲۶۰۴ به‌عنوان یکی از آثار ملی ایران به ثبت رسیده است. همچنین آب این گرمابه بسیار گرم و دلنشین می باشد.